# Alberta
Pour les articles homonymes, voir Alberta (homonymie).
L'Alberta (prononcé en anglais canadien : /æl.ˈbɝ.tə/) est une province du Canada. Située dans l'Ouest du pays, elle constitue une des trois provinces des Prairies. Elle est bordée par la Colombie-Britannique à l'ouest, la Saskatchewan à l'est, les Territoires du Nord-Ouest au nord et partage une frontière avec les États-Unis au sud. Sa partie orientale est occupée par les Grandes Plaines, tandis que la partie occidentale borde les montagnes Rocheuses. L'Alberta possède un climat à prédominance continental, mais connaît aussi des changements de température rapides en raison de l'aridité de l'air. Les variations saisonnières de la température sont moins prononcées dans l'ouest de la province, en raison du vent Chinook.
L'Alberta est la sixième plus grande subdivision du Canada, avec une superficie de 661 848 km2. Elle est la quatrième plus peuplée avec 4,1 millions d'habitants. Sa capitale est Edmonton et Calgary constitue sa plus grande ville. Les deux métropoles dépassent le million d'habitants et sont les plus grandes aires métropolitaines de la province. Plus de la moitié des Albertains vivent dans l'une d'entre elles, ce qui contribue à perpétuer la rivalité entre les deux villes (en). L'anglais est la langue officielle de la province. En 2016, 76 % des habitants sont anglophones, 1,8 % sont francophones, et 22,2 % sont allophones.
L'industrie pétrolière et gazière fait également partie de l'identité de la province. L'économie de l'Alberta (en) est basée sur les hydrocarbures, les industries pétrochimiques, le bétail, l'agriculture et les hautes technologies. L'industrie pétrolière est un pilier de l'économie albertaine depuis 1947, lorsque d'importants gisements de pétrole ont été découverts aux puits Leduc no 1. L'Alberta étant la province la plus riche en hydrocarbures, elle fournit 70 % du pétrole et du gaz naturel exploités sur le sol canadien. En 2018, sa production s'élève à 338,2 milliards de dollars, soit 15,27 % du produit intérieur brut du Canada.
Par le passé, le paysage politique de l'Alberta a accueilli des partis comme les libéraux de gauche, le mouvement agraire des fermiers unis, le Parti Crédit social de droite et les progressistes-conservateurs. Aujourd'hui, l'Alberta est généralement perçue comme une province conservatrice. Les progressistes-conservateurs ont occupé le poste de façon continue de 1971 à 2015, ce qui constitue le plus long mandat ininterrompu au niveau provincial ou fédéral dans toute l'histoire du Canada.
Avant de faire partie de la Confédération canadienne, l'Alberta abritait plusieurs nations amérindiennes et son territoire était utilisé par les marchands de fourrures de la Compagnie de la Baie d'Hudson. Les terres qui deviendront l'actuelle province ont été acquises par le gouvernement du Dominion dans le cadre du Territoire du Nord-Ouest, le 15 juillet 1870. Le 1er septembre 1905, la Loi sur l'Alberta entre en vigueur et elle est désignée comme la 8e province de la Confédération. De la fin des années 1880 jusqu'au début des années 1900, de nombreux colons canadiens-anglais et immigrés européens sont arrivés afin d'empêcher les Américains d'annexer les Prairies.
L'Alberta est réputée pour sa beauté naturelle, sa richesse en fossiles et pour abriter d'importantes réserves naturelles. Elle abrite six sites du patrimoine mondial de l'UNESCO : les parcs des montagnes Rocheuses canadiennes, le parc provincial Dinosaur, le précipice à bisons Head-Smashed-In, le parc international de la paix Waterton-Glacier, le parc national Wood Buffalo et le parc provincial Writing-on-Stone. D'autres sites populaires incluent Banff, Canmore, le musée royal Tyrrell de paléontologie, le parc national de Jasper, Sylvan Lake et le lac Louise au sein du parc national de Banff.

## Étymologie
L'Alberta, qui est devenu officiellement une province en 1905, doit son nom au Marquis de Lorne, gouverneur général du Canada entre 1878 et 1883. En effet, celui-ci a proposé le nom d'Alberta en l'honneur de sa femme, la princesse Louise Caroline Alberta, qui était la quatrième fille de la reine Victoria.

## Règles de graphie, de genre et d’emploi
L'Alberta est de genre féminin. Lorsqu’on utilise le mot « province », il est d’usage d’écrire « La province d'Alberta ». Avec les autres mots, l'article doit être utilisé. On écrira donc, par exemple, « Le gouvernement de l'Alberta ». Son abréviation est « Alb. » et elle est la  neuvième lorsqu'on ne précise pas l'ordre à suivre, étant donné qu'elle est la neuvième des provinces et territoires à faire son entrée dans la confédération.

## Histoire
Le territoire de l'Alberta était originellement peuplé par les Tsuu T'ina, les Niitsítapi, les Cris, les Tchipewyans, les Danezaa, les Dene Tha' et les Nakotas.
La province moderne d'Alberta jusqu'à la latitude 53°N a été pendant longtemps une partie de la terre de Rupert. Les Français furent les premiers colons au Nord-Ouest en 1731 où ils établirent des communautés sur les cours d'eau et les postes de traite (aujourd'hui, autour du lac la Biche (Alberta) et du lac Sainte-Anne ainsi que dans la région de Saint-Paul, Bonnyville et Athabasca). La Compagnie du Nord-Ouest de Montréal a occupé la partie nord du territoire d'Alberta avant que la Compagnie de la Baie d'Hudson ne prenne finalement possession du territoire.
Le premier explorateur européen en Alberta, Peter Pond, visita la région du lac Athabasca au nom de la Compagnie du Nord-Ouest et il construisit fort Athabasca près du lac la Biche en 1778. Roderick MacKenzie (en), construisit Fort Chipewyan près du lac Athabasca dix ans après, en 1788. En 1789, son cousin, Alexander Mackenzie, accompagné par des trappeurs franco-canadiens et d'une famille de [[Dénés]] suivit la rivière Saskatchewan Nord jusqu'à son point le plus au nord, près d'Edmonton, puis continuant à pied vers le nord, il atteignit la rivière Athabasca qu'il suivit jusqu’au lac Athabasca. Il a alors découvert le fleuve qui porte son nom, le fleuve Mackenzie. Il le suivit jusqu’à son embouchure dans l'océan Arctique. En 1792, retournant au lac Athabasca, et accompagné par des trappeurs franco-canadiens et d'une famille de [[Dénés]] il suivit la rivière de la Paix et, finalement, atteignit l'océan Pacifique en 1793. Il sera ainsi le premier Européen à traverser le continent au nord du Mexique.
La région d'Alberta a été créée comme une partie des Territoires du Nord-Ouest en 1875. Des privilèges additionnels et une législature locale ont été ajoutés en 1905 avec l'Acte de l'Alberta quand l'Alberta a été agrandi et a reçu le statut de province avec sa capitale à Edmonton. L'assemblée législative compte 83 membres.
L'Alberta a été l'hôte des Jeux olympiques d'hiver de 1988.

### Développement du territoire
Abstraction faite des Premières Nations, l'évolution du territoire a été liée à son exploration et son utilisation par les Européens à partir du XVIIe siècle.

## Géographie

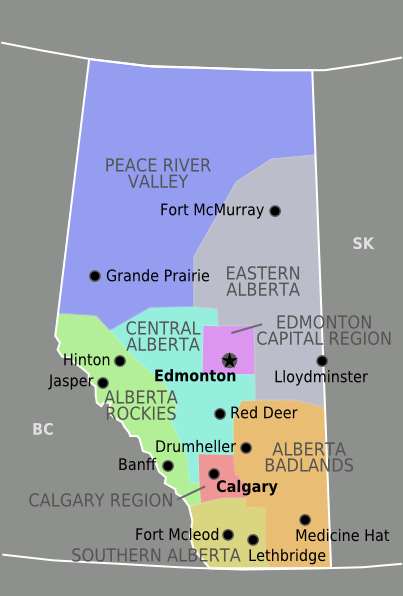
Carte géographique de l'Alberta.

### Territoire

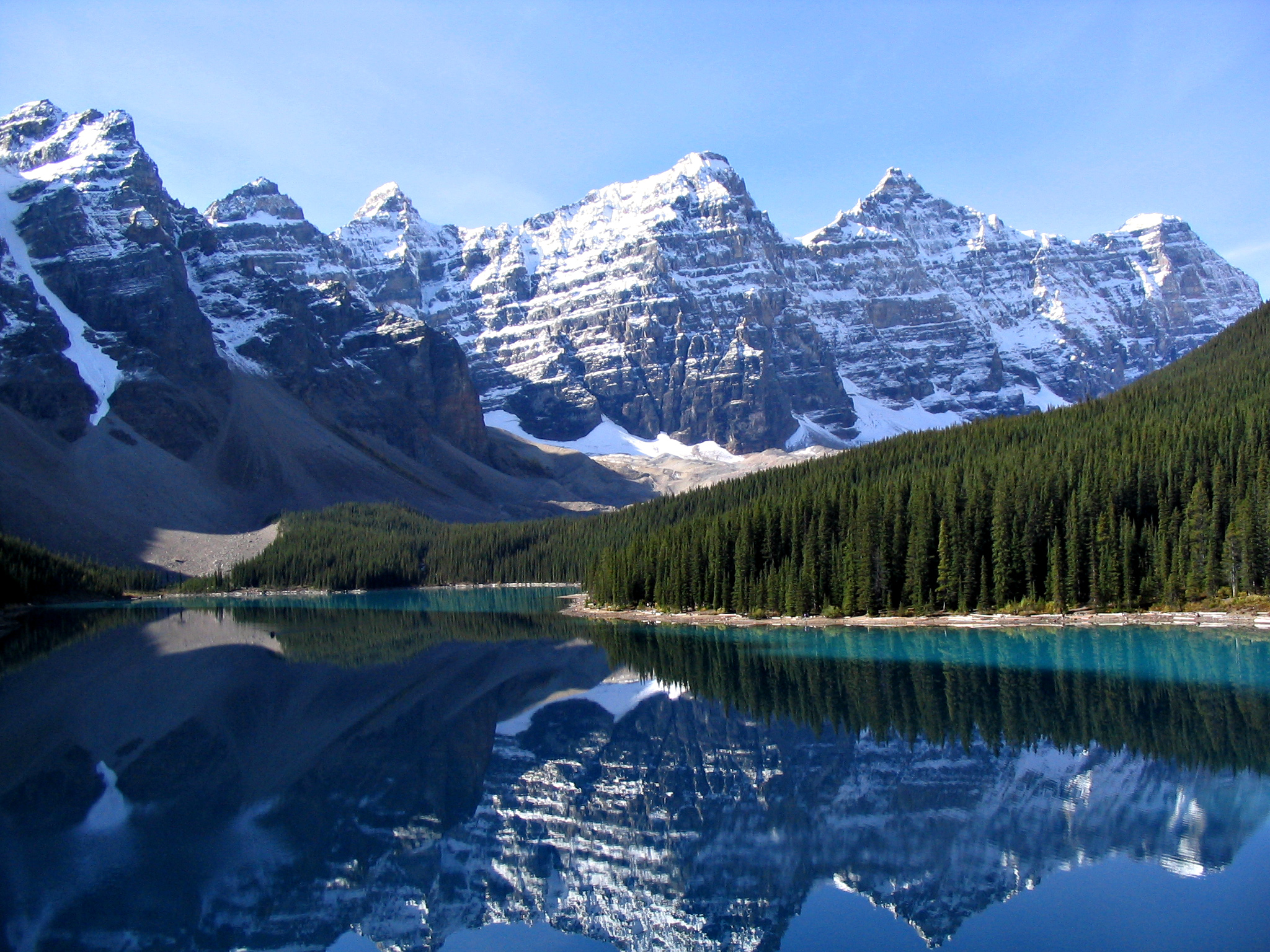
Le lac Moraine, non loin de la ville de Lake Louise.

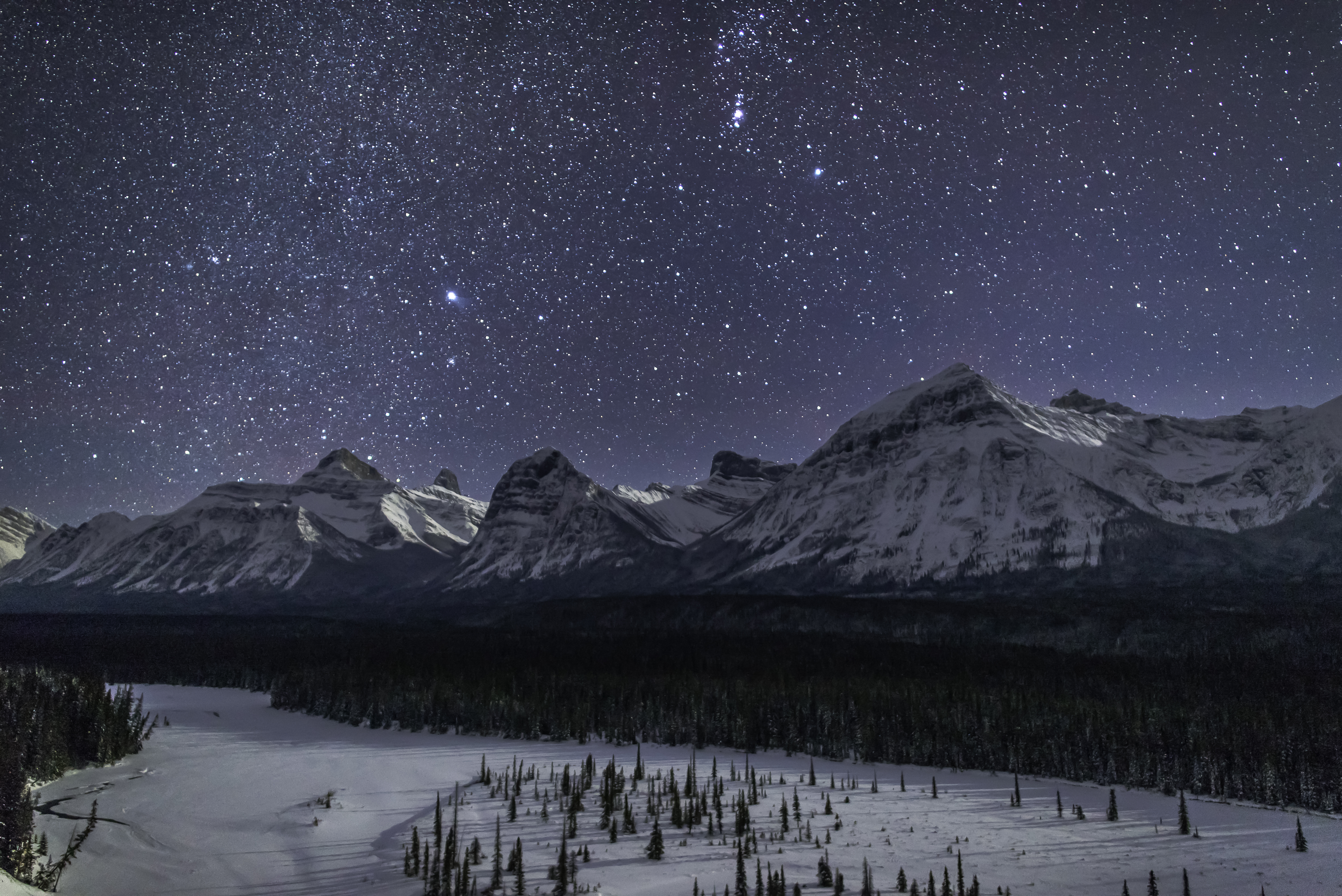
Le mont Fryatt et la rivière Athabasca dans l'Alberta. Au ciel, la ceinture d'Orion en février 2019.

L'Alberta est une province située à l'Ouest du Canada et occupe une superficie de 661 848 km2. Elle est située entre la Colombie-Britannique à l'ouest, la Saskatchewan à l'est, le Montana (États-Unis) au sud et les Territoires du Nord-Ouest au nord.
La province compte des centaines de rivières et de lacs idéaux pour la natation, le ski nautique, la pêche et une gamme complète d'autres sports nautiques. Il y a une multitude de lacs, tous de moins de 260 km2. Il y a les deux lacs plus grands : le lac Athabasca, 7 898 km2 (dont une partie se trouve en Saskatchewan), et le Petit lac des Esclaves, d'environ 1 550 km2.
La province possède un grand nombre de parcs naturels dont 5 parcs nationaux : Banff, Elk Island, Jasper, Lacs-Waterton et Wood Buffalo.
La frontière de l'Alberta s'étend sur 1 200 km du nord au sud, et sur environ 600 km de l'est à l'ouest. Il est normal que le climat change considérablement entre les parallèles de 49° et 60° nord et également entre 110° et 120° ouest. Le climat est également encore influencé par les différentes altitudes de la province.
Le nord de l'Alberta a beaucoup moins de jours sans gel que le sud, qui est presque un désert sans pluie en été. L'ouest de l'Alberta est protégé par les montagnes Rocheuses, aussi, en hiver, des vents chauds et secs provenant de l'ouest et appelés Chinook apportent des périodes de chaleur aux hivers au demeurant plutôt froids. L'est de l'Alberta est une prairie plate et sèche, où il peut faire très frais (−30 °C en hiver) ou très chaud (+35 °C en été). Le centre et le sud de l'Alberta sont les endroits du Canada les plus sujets aux tornades en raison de la chaleur et des orages violents qui sont communs en été. La capitale de l'Alberta, Edmonton, est presque exactement au centre de la province, et la plus grande partie des réserves de pétrole de l'Alberta s'y trouve. Le sud de l'Alberta, là où est situé Calgary, est connu pour son ranching et l'élevage du bétail.
En général, l'Alberta a des hivers frais, avec une température d'environ −10 °C pendant la journée, et des étés chauds, avec une moyenne d'environ 25 °C.

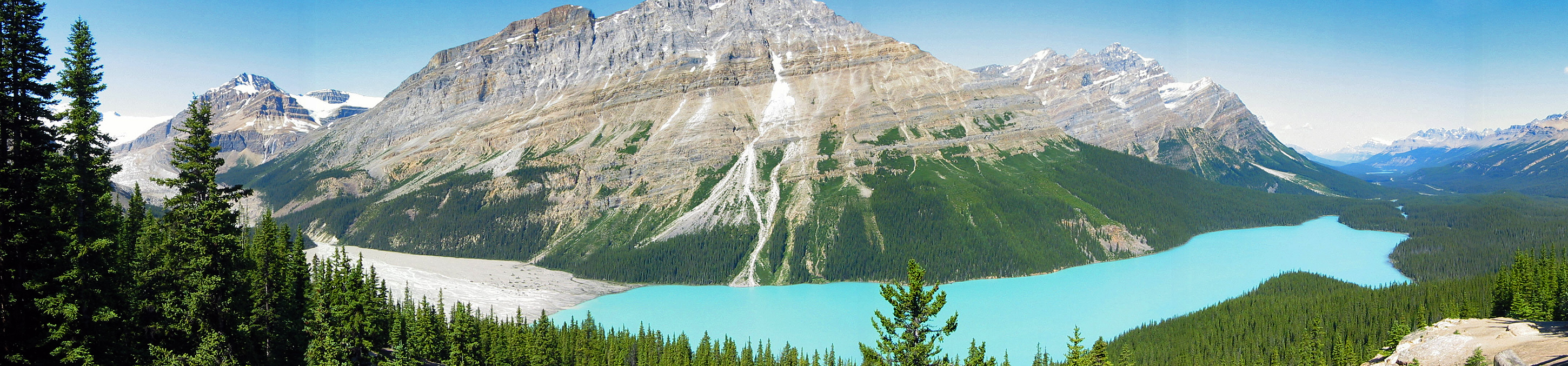
Le lac Peyto, dans le parc national de Banff.

### Hydrographie

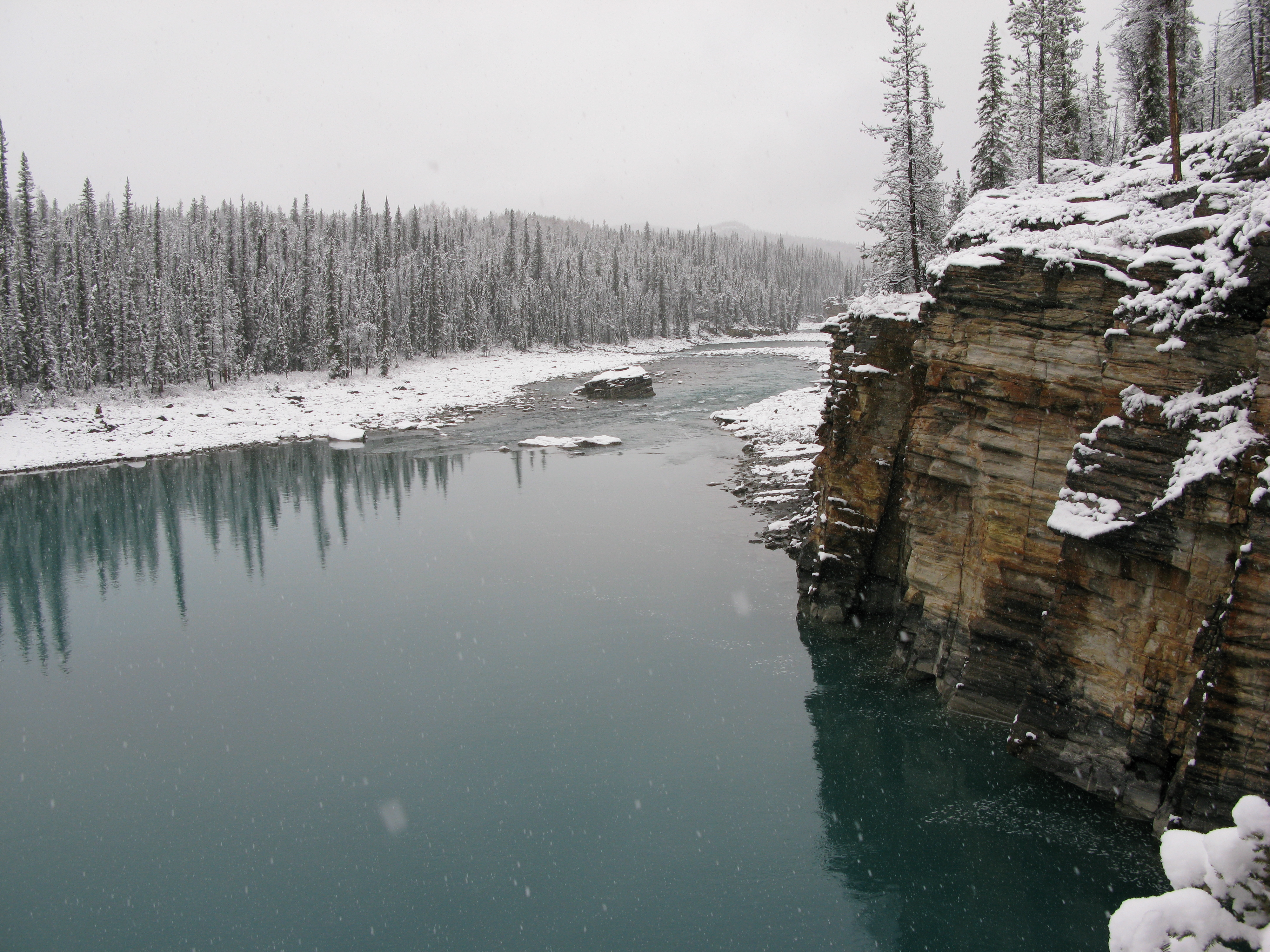
Rivière.

L’Alberta dispose, en général, d'une bonne quantité de ressources hydriques. Tout d'abord, une grande quantité de ruisseaux traversent un grand nombre de vallées pour s'unir et ainsi former la rivière Oldman ainsi que la rivière Bow. Lorsque ces deux rivières se croisent, elles s'unissent pour continuer sous le nom de la rivière Saskatchewan Sud pour continuer sur une distance de 1 392 km. Plusieurs barrages installés sur la rivière Saskatchewan Sud forment le lac Diefenbaker, un immense réservoir qui fournit de l'hydroélectricité à l'ensemble du sud-ouest de la province de la Saskatchewan. Dans le nord de la province, un ensemble de petits ruisseaux se rejoignent pour créer La Biche, mieux connue sous le nom de Red Deer River. Cette rivière rejoint la rivière Saskatchewan Sud. Un peu plus loin, on aperçoit un peu plus au centre de la province la rivière Saskatchewan Nord qui commence dans le champ de glace Columbia, elle coule ensuite jusqu'à Rocky Mountain House où elle reçoit les eaux de la Clearwater River. La rivière traverse la ville d'Edmonton Beaucoup plus à l'est, hors de la province de l'Alberta, dans la région de Prince Albert, les rivières Saskatchewan Nord et Saskatchewan Sud s'unissent pour créer la rivière Saskatchewan. Celle-ci continue son chemin jusqu'au lac Winnipeg pour finalement se jeter dans la baie d'Hudson.
Dans le nord de la province, l'ensemble des eaux convergent dans l'océan Arctique. En effet, à partir du mont Athabasca, la rivière Athabasca se dirige vers le nord pour atteindre le lac Athabasca. De plus, à partir des montagnes Rocheuses, la Peace River se rend jusqu'en Alberta pour se déverser dans un affluent du lac Athabasca. L'eau coule alors de la rivière des Esclaves jusqu'au grand lac des Esclaves qui se trouve dans les Territoires du Nord-Ouest. Le cours d'eau devient ainsi le fleuve Mackenzie qui termine sa course dans l'océan Arctique.
Pour ce qui est des lacs, seul le lac Athabasca a une certaine importance avec une superficie 7 898 km2 dont une certaine partie se trouve dans la province de la Saskatchewan. On peut aussi noter la présence du petit lac des Esclaves qui a une superficie de 1 160 km2. Outre ces deux plans d'eau, tous les autres lacs de l'Alberta ont une superficie inférieure à 260 km2.

### Climat

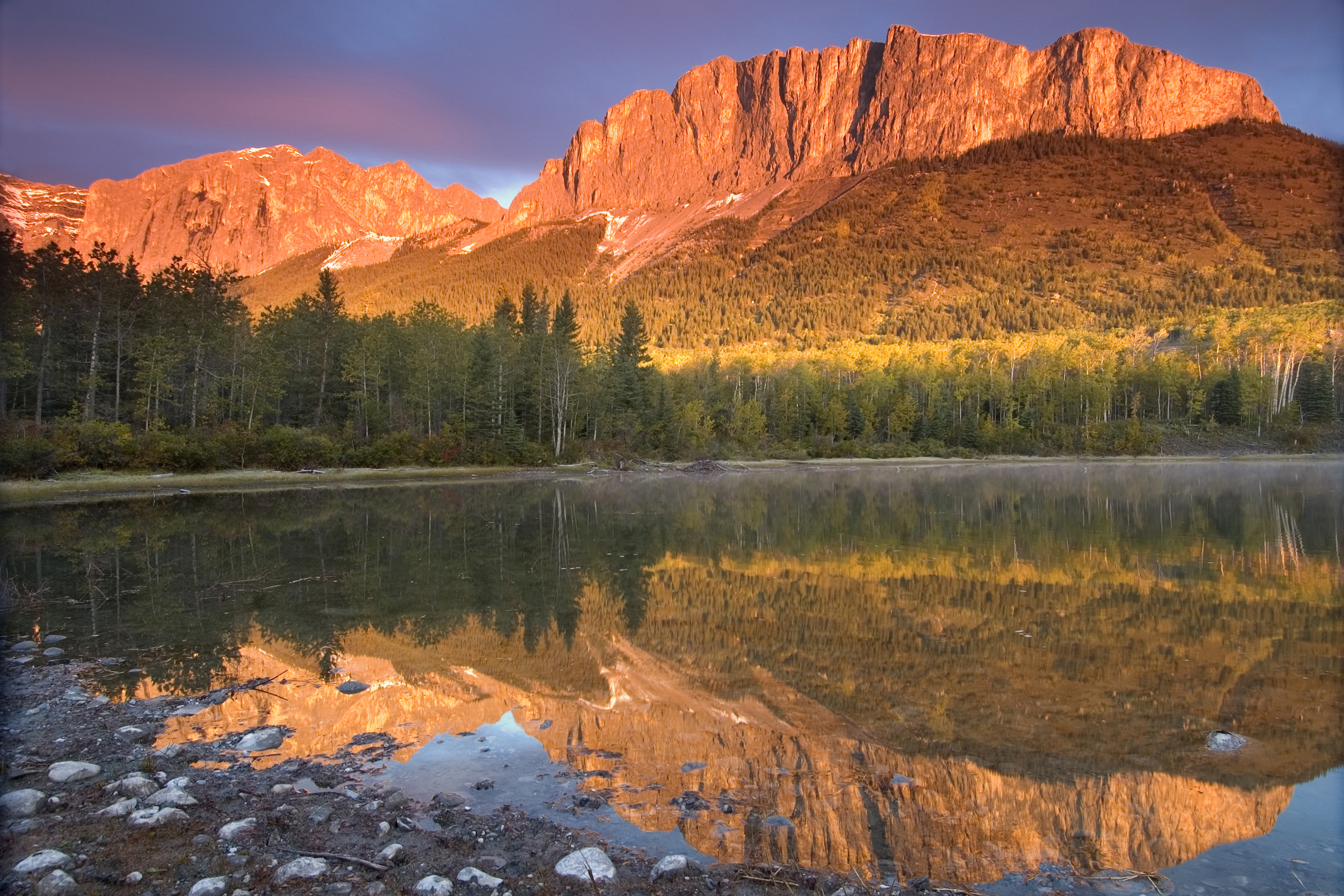
Mont John Laurie.

L'Alberta est un très grand territoire et détient un climat qui diffère selon les différentes régions de la province. Tout comme l'ensemble des provinces du Canada, l’Alberta profite de 4 saisons qui se succèdent soit : l'hiver, le printemps, l'été et l'automne. Ces saisons sont différenciées principalement par la température, le temps d’ensoleillement et l'alternance de pluie et de neige selon ces saisons.
L'Alberta a d'ailleurs connu des records de températures impressionnants au cours de son histoire. En effet, le record de chaleur enregistré dans la province est de 43,3 °C à Bassano Dams le 21 juillet 1931. Complètement à l'opposé, la température la plus froide jamais atteinte est de −60,6 °C à Fort Vermilion le 11 janvier 1911
La province est la cible de plusieurs tempêtes de grêle en période estivale, particulièrement dans les régions entre Red Deer et Calgary. C'est pourquoi l'Alberta Research Council et Environnement et Changement climatique Canada subventionnent des programmes d'étude comme l'Alberta Hail Project et d'ensemencement des nuages pour contrer ce fléau.

### Environnement
Les émissions de gaz à effet de serre de l’Alberta ont augmenté de 18 % entre 2004 et 2017, et représentent 40 % du total du pays.

### Paléontologie

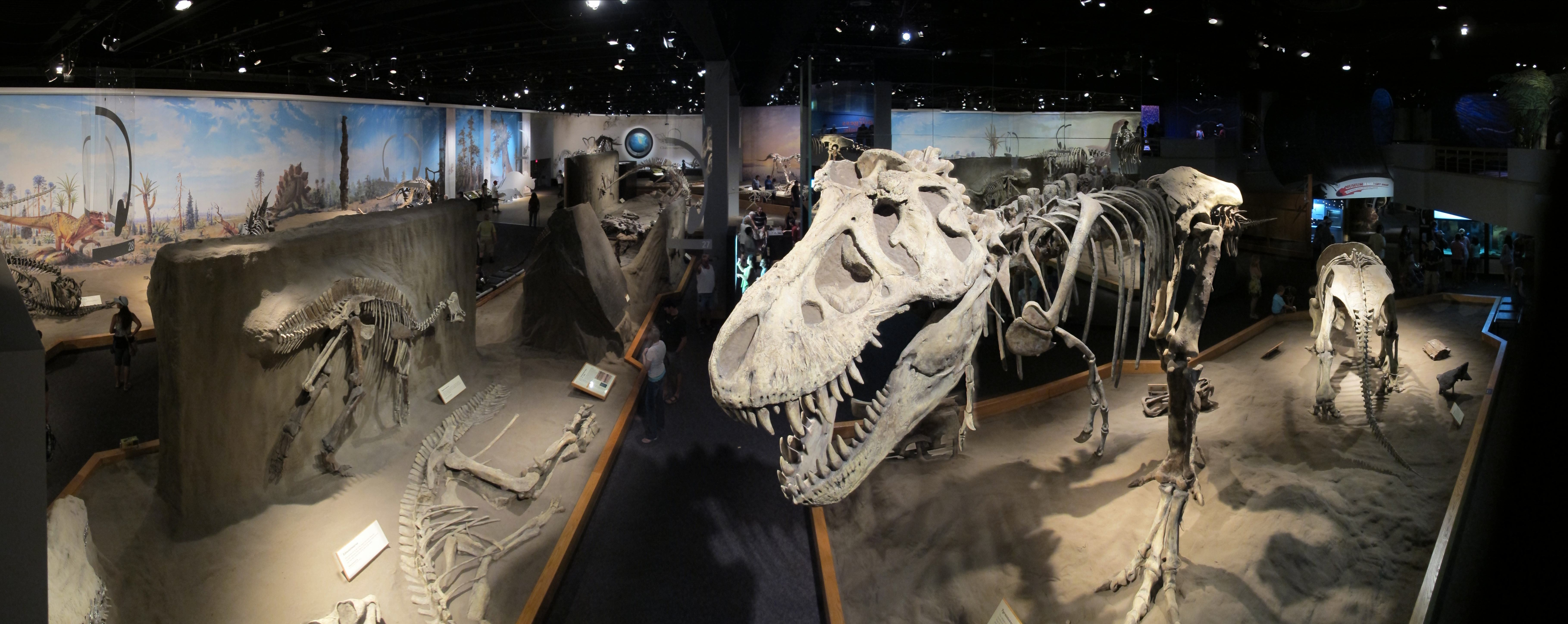
Des fossiles de dinosaures au Royal Tyrrell Museum of Paleontology.

L'Alberta possède plusieurs sites fossilifère et contient l'une des plus grandes quantités de fossiles du Crétacé supérieur au monde. Les taxons qui peuvent être retrouvés ici sont souvent découverts sous forme de squelettes fossiles complets, de matériel isolé, de restes de microvertébrés ou même sous forme de lit à ossements. Au moins 38 spécimens types de dinosaures ont été recueillis dans la province. Bien que les strates riches en dinosaures sont largement réparties dans l'ensemble de l'Alberta, ce sont les formations Foremost, Oldman et Dinosaur Park qui sont les strates à dinosaures les plus étudiées.

## Économie

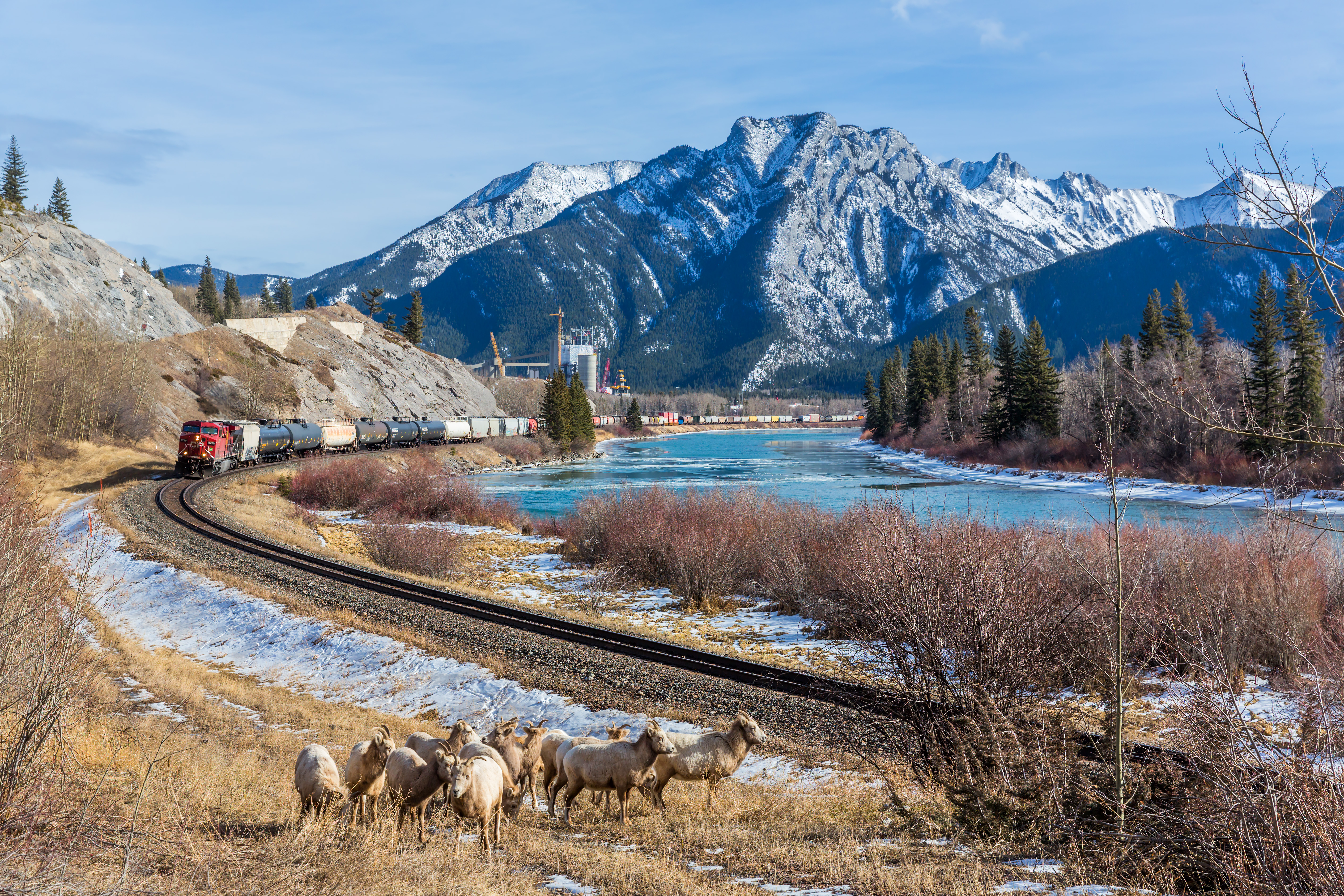
Un train du Canadien Pacifique longe la Bow River (Alberta) près du hameau de Exshaw. Mars 2015.

L'Alberta est la province la plus riche (par habitant), avec la croissance économique la plus forte du Canada, et une progression soutenue du PIB en 2023. Pourtant, peu d'habitants en bénéficient. Avec un taux de chômage de 6,6 %, Calgary (centre de l'industrie pétrolière) est la grande ville canadienne qui compte la plus grande proportion de gens à la recherche d’un emploi. En fait, beaucoup d’argent vient de la production pétrolière, mais très peu de ces revenus reste dans la province .

### Industrie
L'Alberta est le plus grand producteur canadien de pétrole (l'Alberta possède la deuxième réserve mondiale de pétrole brut, derrière l'Arabie saoudite), de gaz naturel et de charbon. À Red Deer et à Edmonton, un grand nombre de compagnies fabriquent des produits de polyéthylène et de vinyle pour des clients du monde entier. Les raffineries de pétrole fournissent les matières premières pour une grande industrie pétrochimique à l'est d'Edmonton. Mais l'exportation pose un problème, car il n'y a pas d'accès du pétrole de l'Alberta à un port de mer. La compagnie canadienne Enbridge projette d'investir près de quatre milliards d'euros pour construire un oléoduc sur 1 177 kilomètres de l'Alberta à Kitimat. Le double pipeline convoierait du pétrole vers l'ouest et du condensat - liquide qui sert à diluer l'épais pétrole brut - vers l'est. Les pétroliers géants, chargés de condensat ou d'au maximum 2,15 millions de barils de brut, devraient alors naviguer à travers un chapelet d'îles. Le projet de l'oléoduc est si important que le gouvernement fédéral a mis en place une commission mixte d'évaluation chargée de superviser le bilan environnemental et les modalités d'autorisation pendant deux ans. Elle devrait s'achever à la fin 2012.

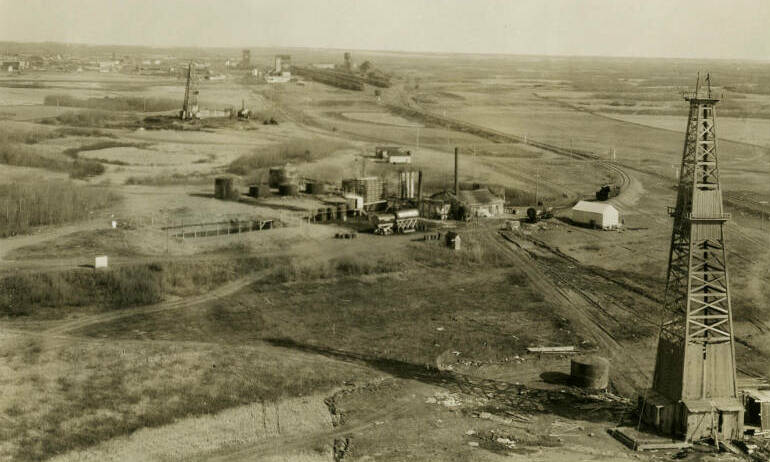
Puits de pétrole en Alberta dans les années 1920.

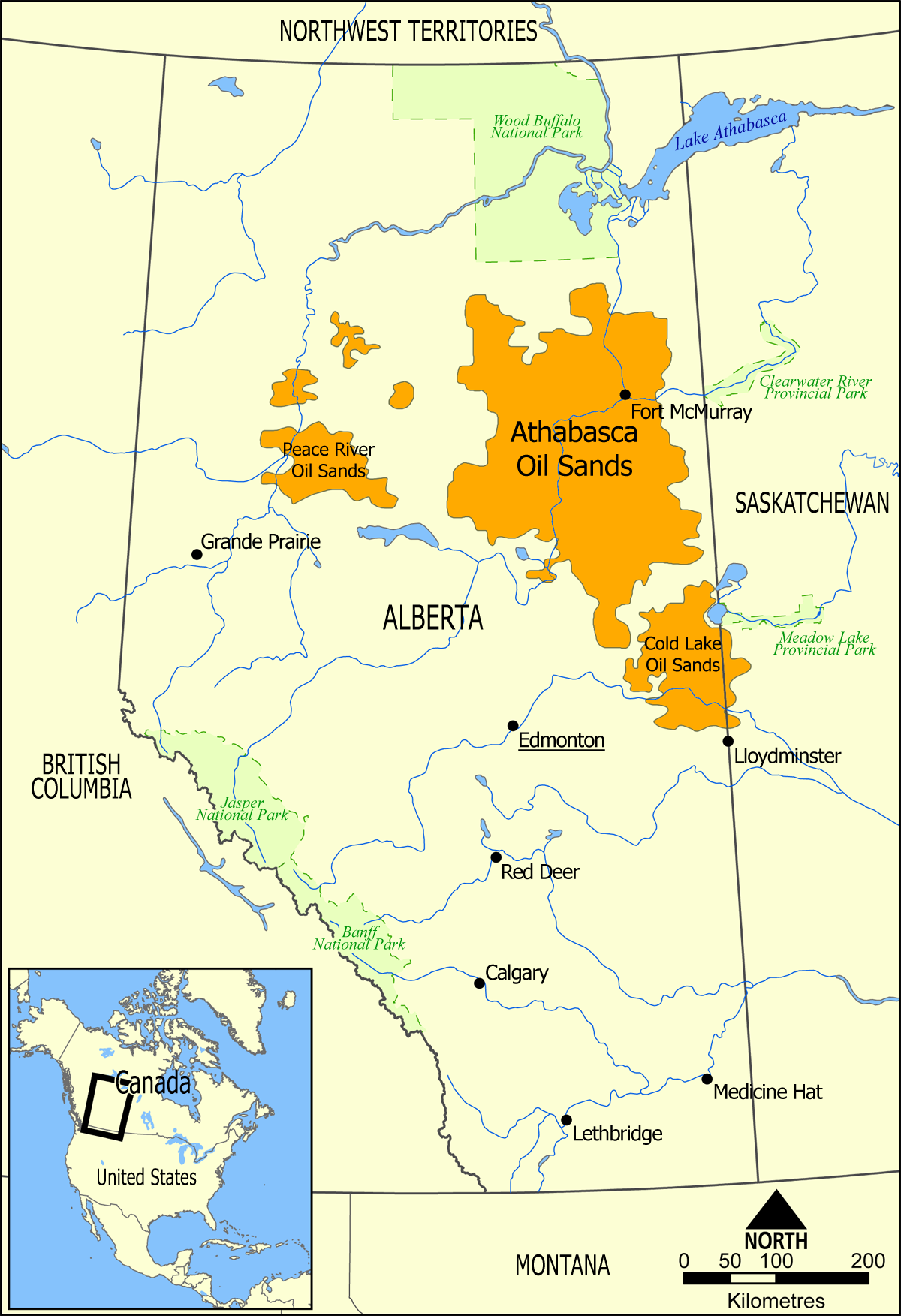
Carte montrant les gisements de sables bitumineux de l'Athabasca en Alberta.

Les sables bitumineux de l'Athabasca ont des réserves de pétrole estimées à 2 trillions de barils. Avec l'amélioration des méthodes d'extraction, le bitume et l'huile synthétique sont produits à des coûts s'approchant de ceux des méthodes d'extractions pétrolières conventionnelles [réf. nécessaire] ; cette technique fut d'ailleurs développée en Alberta. Fort McMurray, une des villes les plus jeunes du Canada, a grandi entièrement en raison des grandes entreprises pétrolières multinationales. La région est aussi l'une des plus polluées du pays (par capital), avec un taux de cancer élevé, des pluies acides et une pollution des eaux souterraines et superficielles. L'extraction du pétrole est également coûteuse en énergie et nécessite de grands volumes d'eau. L'activité économique fait reculer la forêt et affecte la faune de cette partie de l'Alberta. Le boom pétrolier de l'Alberta a attiré des milliers de personnes en quête d'embauche immédiate et de salaire élevé. Mais, été comme hiver, les conditions de travail sont dures. Chaque soir, les ouvriers doivent dîner et dormir sur place, dans des préfabriqués qu'ils ne quittent qu'en fin de semaine.
Bien qu'Edmonton soit considéré comme le centre de raffinage de la province, la plupart des compagnies pétrolières ont leur siège social à Calgary.
Le bœuf et l'agriculture tiennent également des positions significatives dans l'économie de la province. Plus de 5 millions de têtes de bétail passent par la province à un moment ou un autre et le bœuf d'Alberta a une renommée mondiale.
Avec l'appui du gouvernement provincial, plusieurs industries de pointe ont trouvé naissance en Alberta, notamment l'invention et le perfectionnement des systèmes d'affichage à cristaux liquides. D'une économie croissante, Alberta a plusieurs institutions financières gérant plusieurs fonds civils et privés.
Grâce à ses sources thermales très répandues, l'Alberta pourrait profiter de cette chance et utiliser la géothermie pour produire de l'électricité. Pour une utilisation à plus petite échelle comme pour les domiciles, il est également possible de profiter de l'occasion et utiliser la géothermie afin de climatiser, chauffer, chauffer l'eau chaude et purifier l'air de la maison.

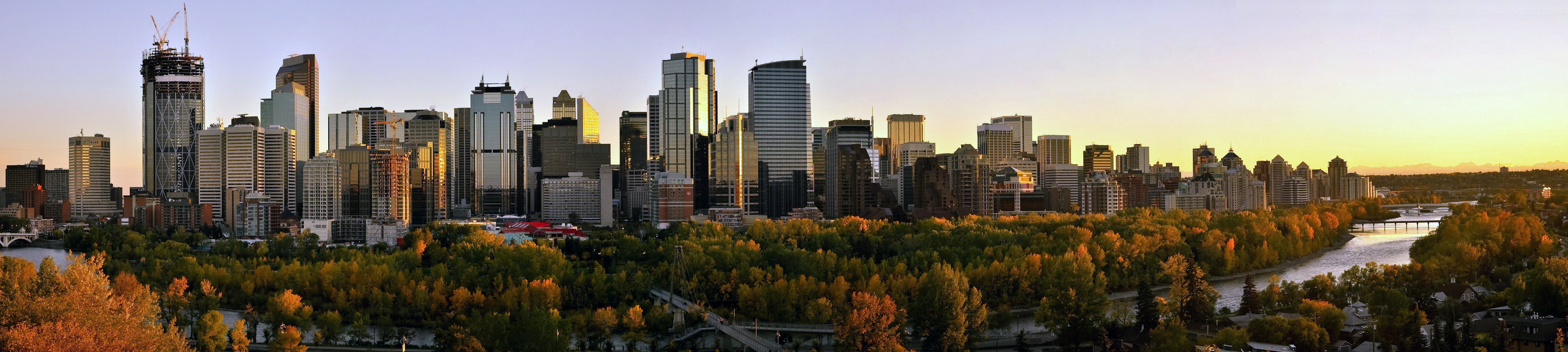
Calgary, la plus grande ville de l'Alberta.

## Système de gouvernement
L'Alberta est une démocratie parlementaire avec une Assemblée législative de 87 députés. Le lieutenant-gouverneur représente le roi du Canada Charles III et le cabinet est dirigé par le Premier ministre. La ville d'Edmonton est le siège du gouvernement albertain. Les revenus de la province proviennent principalement des ventes de pétrole, de gaz naturel, de bœuf, de bois et de blé. Ils incluent également des concessions du gouvernement fédéral, principalement pour les projets d'infrastructures. Les villes et les villages albertains ont leurs propres gouvernements municipaux qui travaillent en coopération avec le gouvernement provincial.
La politique de l'Alberta est bien plus conservatrice que celle des autres provinces canadiennes. L'Alberta est aussi la province la moins favorable envers l'interventionnisme économique. Par conséquent, elle est la province avec le niveau d'imposition le plus bas au Canada. L'Alberta a traditionnellement eu trois partis politiques, les progressistes-conservateurs, les libéraux et le Nouveau Parti démocratique. Un quatrième parti, fortement conservateur, le parti du crédit social, était puissant pendant plusieurs décennies, mais a disparu de la carte politique quand les progressistes-conservateurs sont arrivés au pouvoir dans les années 1970. Pourtant, un autre parti politique est apparu lors de la dernière élection en Alberta, l'Alliance albertaine, par la suite devenu le Parti Wildrose, qui a fait élire 18 députés à la dernière élection avec 34 % des voix. Bien que les sondages eussent donné ce parti gagnant aux élections, il n'a pas réussi à déloger les progressistes-conservateurs du pouvoir depuis 1973 en Alberta.

## Pouvoir exécutif

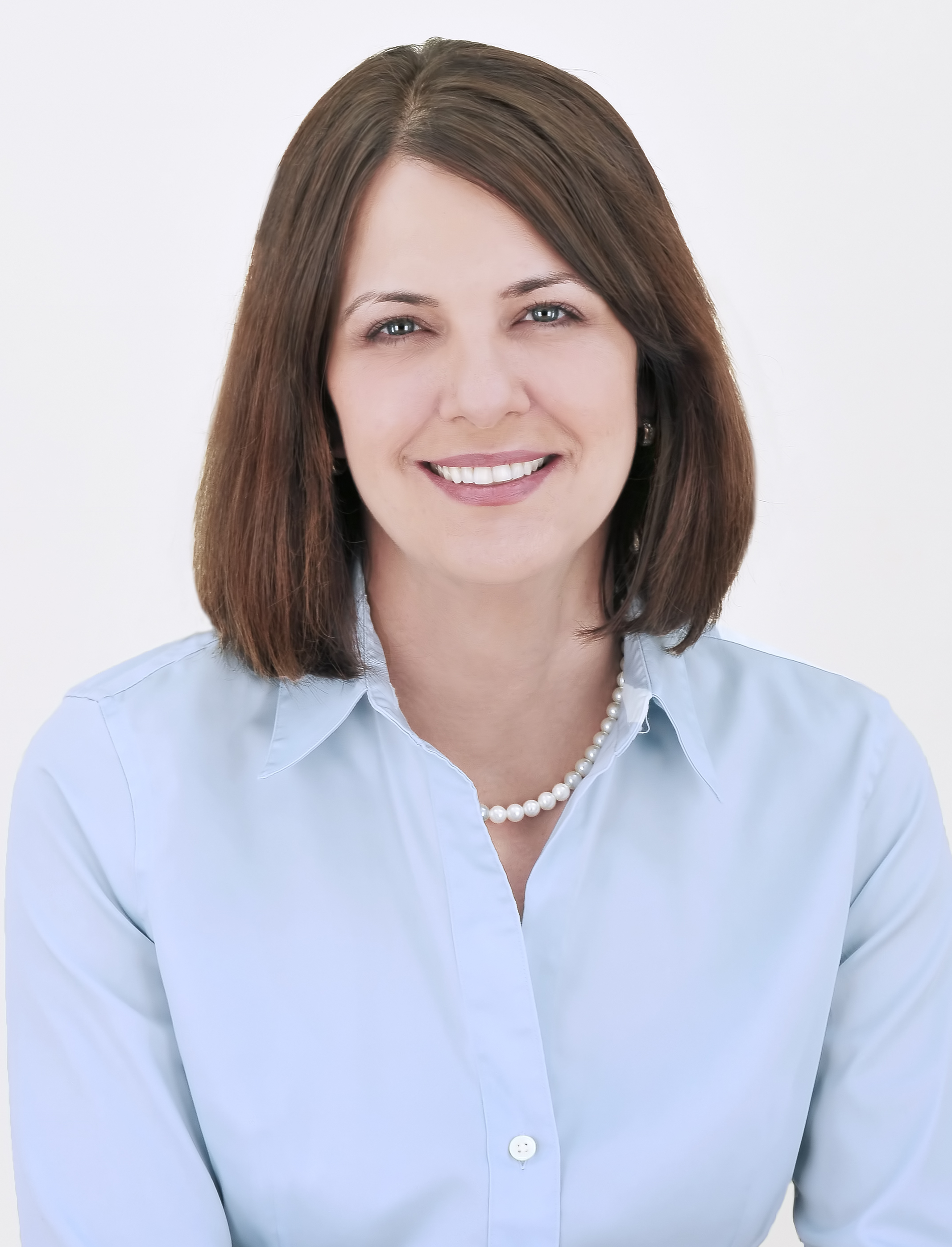
Danielle Smith, Première ministre d'Alberta depuis 2022.

Le pouvoir exécutif en l'Alberta est détenu par le Conseil exécutif de la province essentiellement dirigé par le Premier ministre et le lieutenant-gouverneur.

### Premier ministre
Le premier Premier ministre de l'Alberta a été Alexander Cameron Rutherford, un libéral, de 1905 à 1910.
Depuis le 11 octobre 2022, la Première ministre de l'Alberta est Danielle Smith, du Parti conservateur uni.

### Lieutenant-gouverneur
Le premier lieutenant-gouverneur de l'Alberta est George H. V. Bulyea (en) de 1905 à 1915.
Depuis le 26 août 2020, Salma Lakhani est lieutenante-gouverneure de la province.

## Pouvoir législatif
Ce pouvoir est surtout entre les mains de l'Assemblée législative du territoire. Officiellement ouverte en 1912, l'Assemblée législative de l'Alberta est composée de 87 membres, qui débattent et élaborent les politiques publiques en Alberta. Elle est ouverte 362 jours par an aux visiteurs.

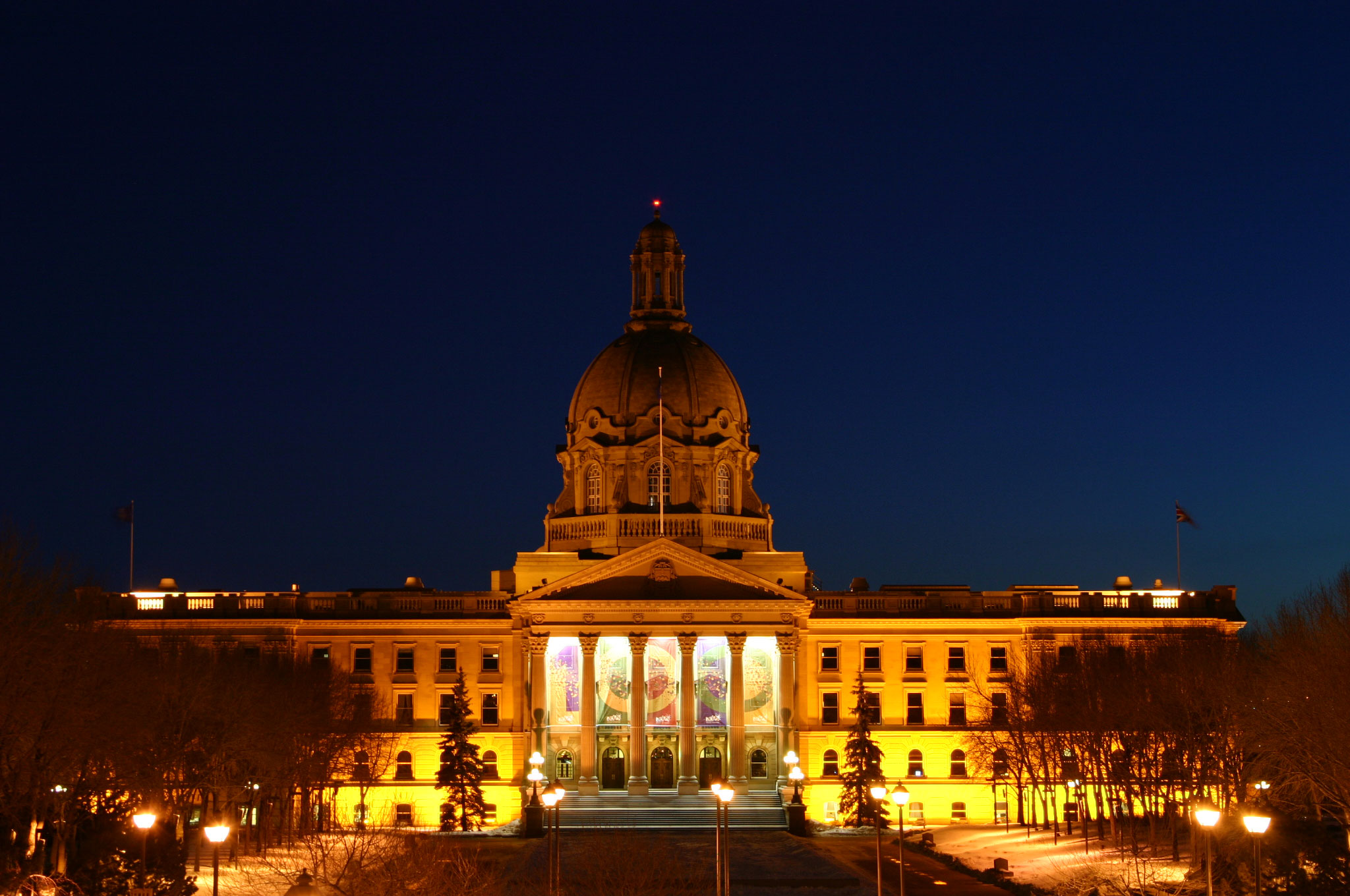
L'Assemblée législative de l'Alberta.

## Pouvoir judiciaire
Il est détenu par les principaux tribunaux de la province :
- Cour d'appel de l'Alberta (Court of Appeal of Alberta)
- Cour du banc du Roi de l'Alberta (Court of King's Bench of Alberta)
- Cour provinciale de l'Alberta (Provincial Court of Alberta) : renommée depuis le 1er avril 2023 Cour de justice de l'Alberta (Alberta Court of Justice) [14].

## Démographie

Évolution de la population depuis 1901.

| Recensement de 2016                           | Recensement de 2016                           | Population | % de la population totale |
| --------------------------------------------- | --------------------------------------------- | ---------- | ------------------------- |
| Minorités visibles                            | Sud Asiatiques (en)                           | 230 930    | 5,8 %                     |
| Minorités visibles                            | Philippins                                    | 166 195    | 4,18 %                    |
| Minorités visibles                            | Chinois                                       | 158 200    | 3,98 %                    |
| Minorités visibles                            | Noirs                                         | 129 390    | 3,25 %                    |
| Minorités visibles                            | Arabes                                        | 56 700     | 1,43 %                    |
| Minorités visibles                            | Latinos                                       | 55 090     | 1,38 %                    |
| Minorités visibles                            | Autres minorités visibles                     | 136 660    | 3,44 %                    |
| Total de la population des minorités visibles | Total de la population des minorités visibles | 933 165    | 23,46 %                   |
| Autochtones                                   | Premières Nations                             | 136 585    | 3,43 %                    |
| Autochtones                                   | Métis                                         | 114 370    | 2,87 %                    |
| Autochtones                                   | Inuits                                        | 2 500      | 0,06 %                    |
| Total population autochtone                   | Total population autochtone                   | 258 640    | 6,5 %                     |
| Canadiens européens                           | Canadiens européens                           | 2 786 340  | 70,04 %                   |
| Total population                              | Total population                              | 3 978 145  | 100,00                    |

### Langues
Selon la Loi linguistique du 6 juillet 1988 , l'anglais est la langue officielle de la province. Les francophones se voient accorder quelques droits linguistiques, notamment devant les tribunaux.
| Langue                       | Nombre    | % de la population |
| ---------------------------- | --------- | ------------------ |
| Anglais                      | 2 991 485 | 74,3 %             |
| Tagalog                      | 99 035    | 2,46 %             |
| Allemand                     | 80 050    | 1,99 %             |
| Français                     | 72 150    | 1,79 %             |
| Pendjabi                     | 68 695    | 1,71 %             |
| Arabe                        | 40 540    | 1,01 %             |
| Cantonais                    | 59 145    | 1,47 %             |
| Espagnol                     | 56 370    | 1,4 %              |
| Mandarin                     | 50 660    | 1,26 %             |
| Ourdou                       | 27 295    | 0,68 %             |
| Langues autochtones          | 23 835    | 0,59 %             |
| Vietnamien                   | 23 350    | 0,58 %             |
| Anglais et français          | 10 230    | 0,254 %            |
| Anglais et une langue tierce | 77 520    | 1,93 %             |

### Religion
| Religion         | Nombre    | % de la population |
| ---------------- | --------- | ------------------ |
| Protestantisme   | 1 145 455 | 38,9 %             |
| Catholicisme     | 786 360   | 26,7 %             |
| Autres chrétiens | 123 145   | 4,19 %             |
| Islam            | 49 045    | 1,67 %             |
| Orthodoxie       | 44 475    | 1,51 %             |
| Bouddhisme       | 33 415    | 1,14 %             |
| Sikhisme         | 23 465    | 0,798 %            |
| Sans             | 694 840   | 23,6 %             |
| Autres           | 340 950   | 11,6 %             |

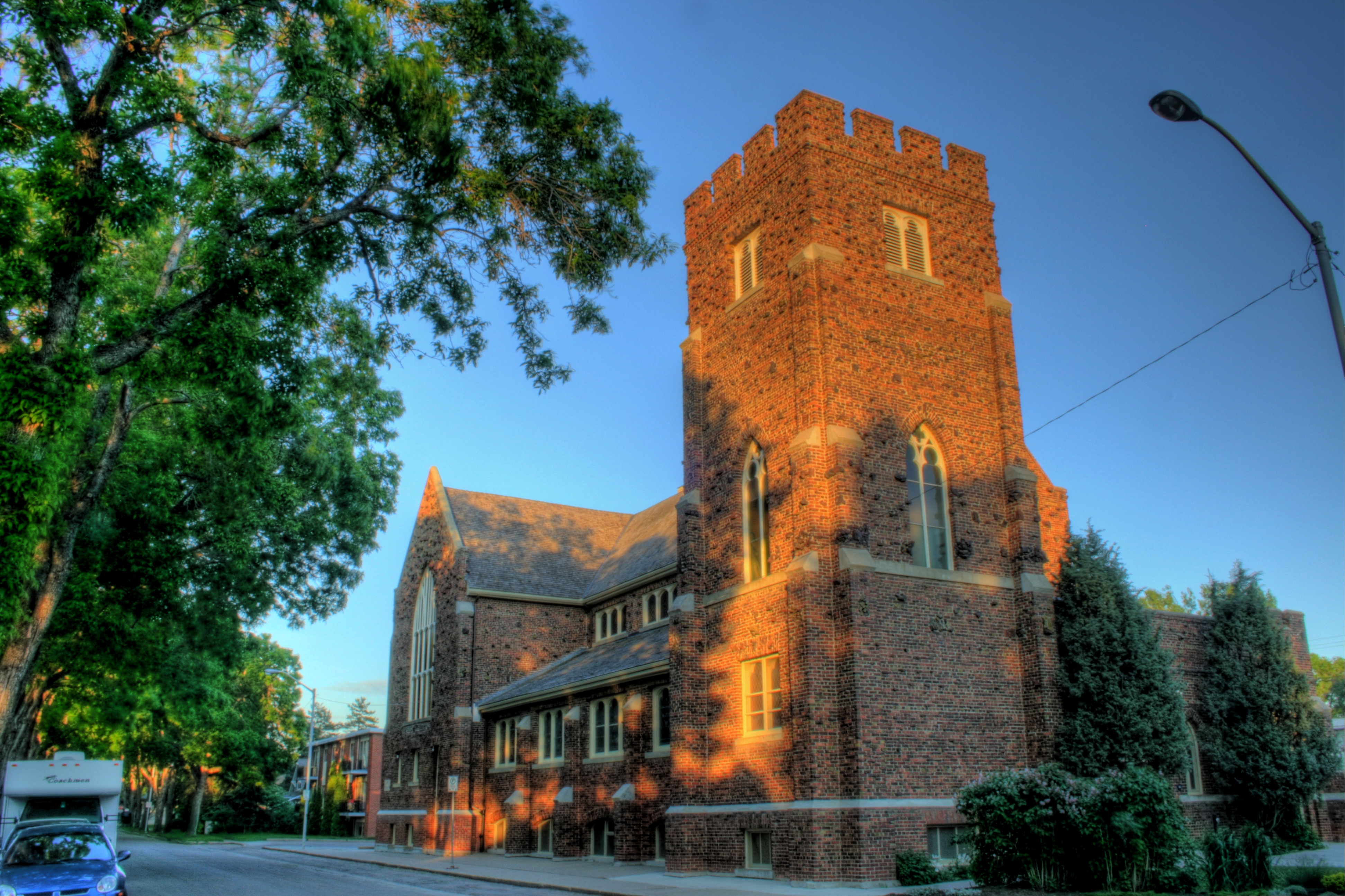
Église anglicane Holy Trinity à Edmonton.
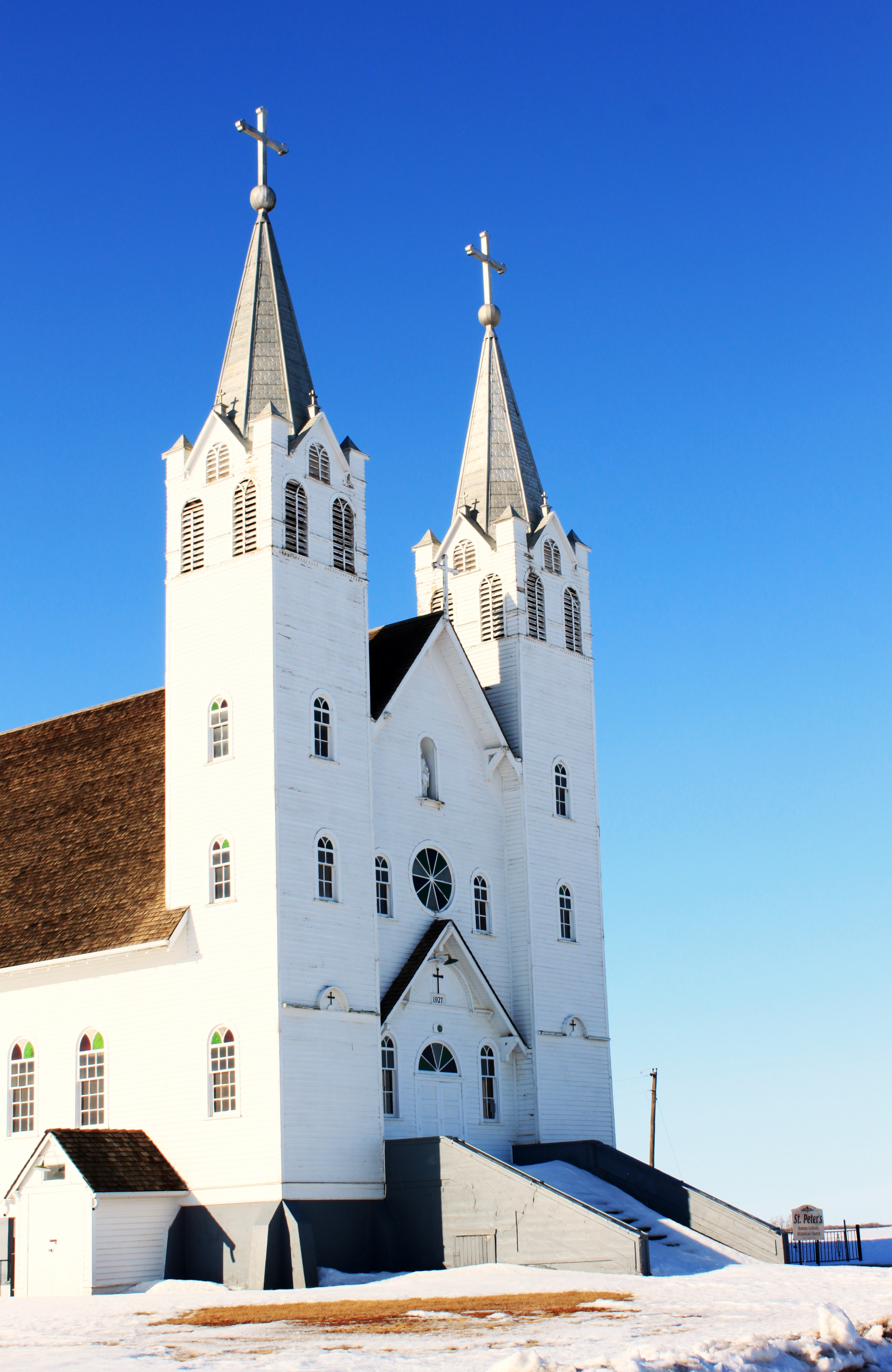
Église catholique St. Peter dans le comté de Flagstaff.
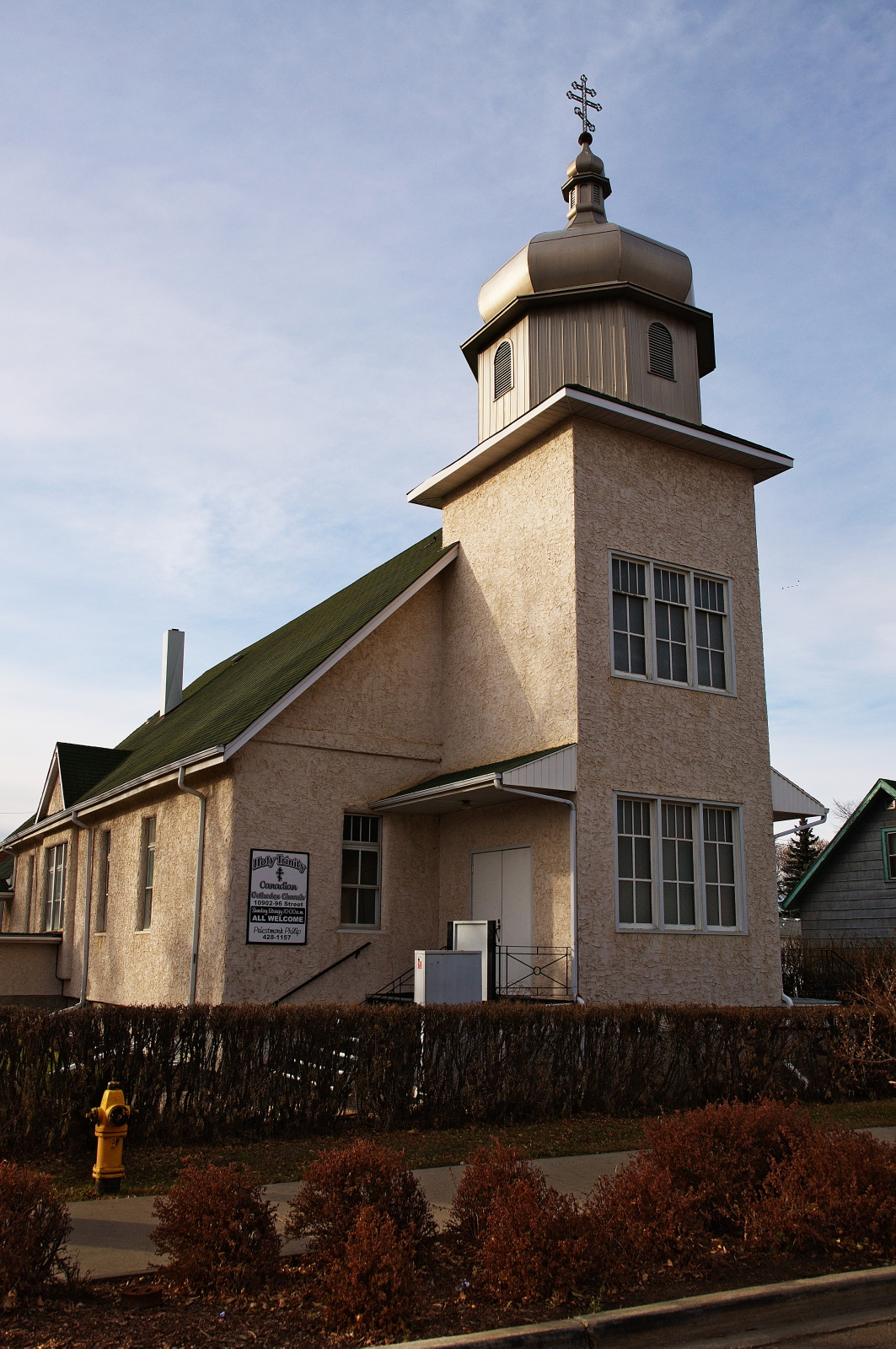
Église orthodoxe Holy Trinity à Edmonton.
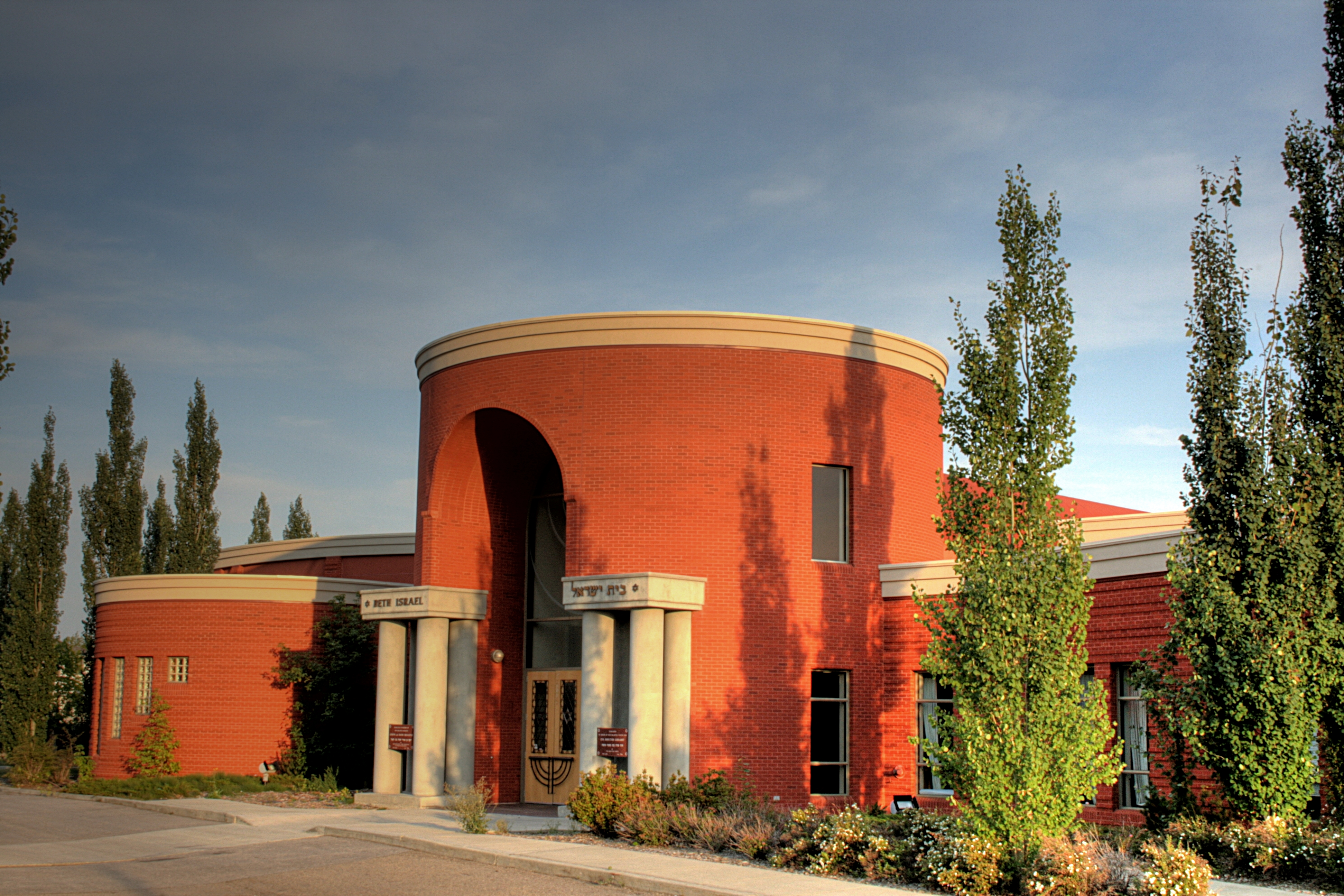
Synagogue Beth Israel à Edmonton.
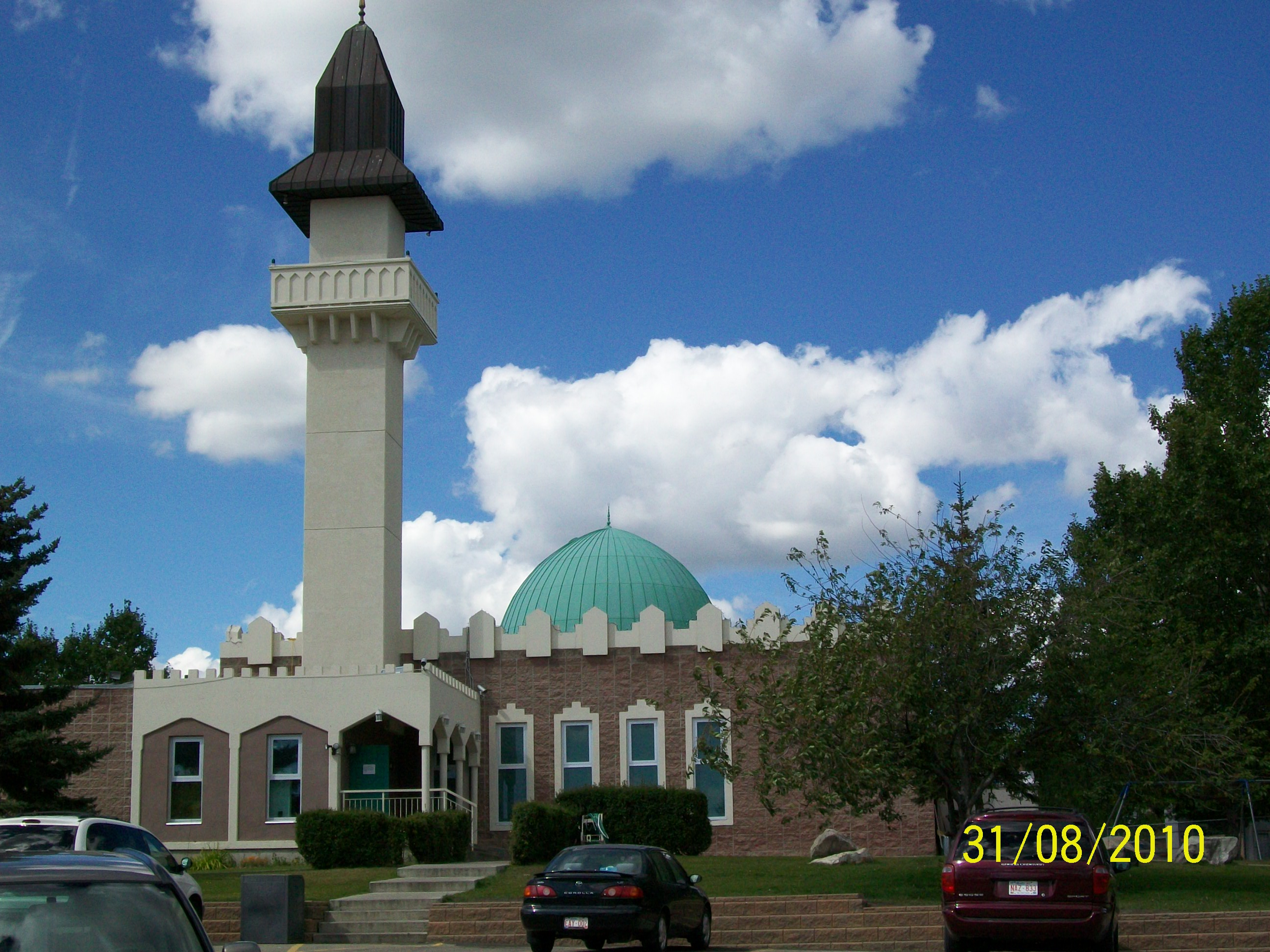
Centre islamique de Calgary.

## Éducation
Au Canada, l'éducation est de juridiction provinciale et l'Alberta a établi son propre système éducatif. Depuis 1905, le gouvernement albertain dirige les conseils scolaires laïcs et religieux, les universités, les collèges, les écoles techniques, les charter schools (école innovatrice), les écoles privées et les écoles à la maison.

### Historique
Les premières écoles albertaines furent des écoles de paroisses, ce qui signifie qu'elles étaient dirigées par le clergé, aussi bien catholique que protestant. Les élèves devaient payer un dû (dîme) afin d'assister aux cours.
Les premières écoles gratuites (donc publiques) ont été établies à Edmonton en 1881. À cette époque, aucune loi ne régissait ces établissements : les habitants élisaient des représentants qui dirigeaient et administraient l'école. Une taxe informelle basée sur la solidarité locale permettait à l'école de s'autosuffire.
Entre 1883 et 1905, une éducation publique se développe en Alberta, lancée dans les communautés par la population locale. Une école à vocation religieuse pouvait être créée subséquemment, sous certaines conditions. Ce système qui assurait l'éducation publique universelle et l'éducation religieuse conditionnelle a été officialisé en 1905 par la loi qui a créé l'Alberta (Alberta Act), par le gouvernement de Sir Wilfrid Laurier.

### Regroupements scolaires
On dénombre 42 regroupements d'écoles publiques ainsi que 17 regroupements scolaires privés. Seize de ces regroupements privés sont de confession catholique romaine et un, St-Albert, est de confession protestante. De plus, un district scolaire indépendant, Glen Avon, existe dans la région scolaire de St-Paul. La ville de Lloydminster chevauche la frontière entre l'Alberta et la Saskatchewan et tant les écoles publiques que les écoles privées suivent le système scolaire de la Saskatchewan.
En 1982, la Charte canadienne des droits et libertés amena l'émergence d'une éducation francophone en Alberta. Il existe cinq regroupements francophones, publics et privés, qui couvrent la province entière, mais ils n'ont l'obligation de créer une école francophone que lorsque la demande est suffisamment élevée.

### Financement des regroupements scolaires
Avant 1994, les regroupements scolaires albertains avaient le pouvoir de lever une taxe scolaire (foncière). En 1994, ce droit fut supprimé pour les regroupements publics, mais pas pour les regroupements privés. Le gouvernement provincial décide le taux de taxation, les autorités locales collectent la taxe puis la renvoient au gouvernement provincial. Le gouvernement redistribue cette taxe à travers la province aux regroupements publics, privés et francophones.
En plus de la taxe foncière, le gouvernement accorde des enveloppes à partir du General Revenue Fund afin de soutenir le projet éducatif K - 12 qui vise à donner une scolarité de 12 ans à tous les jeunes Albertains.
Les charter schools ne demandent pas de frais de scolarité et reçoivent la même somme gouvernementale par élève qu'une école publique. Les écoles privées et les écoles à la maison reçoivent un certain financement, mais les parents défrayent une bonne partie des coûts.
Depuis 1994, tous les regroupements (publiques, privés et francophones) peuvent également permettre aux écoles de demander un montant pour les livres, le matériel spécialisé, les programmes et services particuliers, etc. Ces coûts vont de 20 à 750 dollars par an par élève.
À titre indicatif, en 2007, 29,7 % des revenus des commissions scolaires albertaines venaient des impôts locaux, 60 % du Fonds consolidé du gouvernement et 10,3 % d'autres sources.
L'Alberta compte environ 595 000 élèves.

### Programme d'études
Tous les élèves albertains suivent le Program of Studies (programme d'études) et le curriculum approuvé par le ministère de l'Éducation. Tous les enseignants sont certifiés par le ministère, administrent aux élèves des tests d'aptitudes provinciaux et ont le pouvoir d'accorder les diplômes d'études secondaires.

### Enseignement post-secondaire

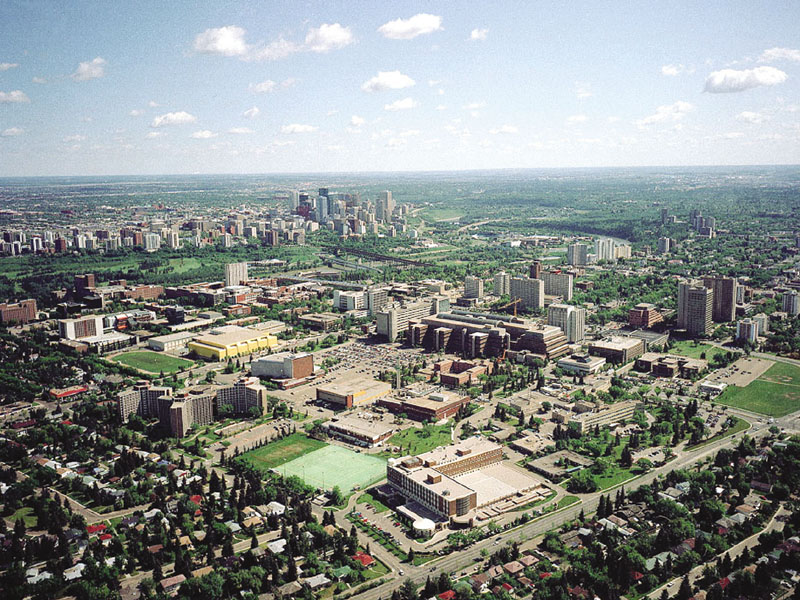
Vue aérienne sur le vaste campus de l'Université de l'Alberta.

La plus ancienne et la plus grande université albertaine est l'Université de l'Alberta, située à Edmonton. L'Université de Calgary, autrefois affiliée à l'Université de l'Alberta, est devenue autonome en 1966 et est maintenant la 2e université en importance dans la province. L'université Athabasca est spécialisée dans la formation à distance. La quatrième université de la province est l'Université de Lethbridge.
Il existe 15 collèges et deux institutions techniques (Northern Alberta Institute of Technology et Southern Alberta Institute of Technology) financées par l'état.
Dans les dernières années, l'augmentation des frais de scolarité post-secondaire a engendré la controverse. En 2005, le premier ministre Ralph Klein a promis de geler les frais de scolarité et de chercher des solutions afin de réduire les coûts en éducation. Jusqu'à ce jour[Quand ?], aucun projet de loi n'a été proposé à cet effet.

## Sport
- Flames de Calgary (LNH)
- Stampeders de Calgary (LCF)
- Hitmen de Calgary (LHOu)
- Roughnecks de Calgary (NLL)
- Calgary Mavericks (RCSL)
- Oilers d'Edmonton (LNH)
- Oil Kings d'Edmonton (LHOu)
- Elks d'Edmonton (LCF) (Eskimos jusqu'en 2020)
- Rush de la Saskatchewan (NLL)
- Hurricanes de Lethbridge (LHOu)
- Tigers de Medicine Hat (LHOu)
- Rebels de Red Deer (LHOu)
- Cavalry Football Club (CPL)
- FC Edmonton (CPL)